# الوقوز (ملحان)

تعديل مصدري - تعديل

الوقوز هي إحدى قرى عزلة القبلة بمديرية ملحان التابعة لمحافظة المحويت، بلغ تعداد سكانها 383 نسمة حسب تعداد اليمن لعام 2004.